# Sapromyza pilifrons
Sapromyza pilifrons är en tvåvingeart som beskrevs av Malloch 1926. Sapromyza pilifrons ingår i släktet Sapromyza och familjen lövflugor. Inga underarter finns listade i Catalogue of Life.